# Gazzo Veronese
Pour les articles homonymes, voir Véronèse (homonymie).
Gazzo Veronese est une commune de la province de Vérone, dans la région Vénétie, en Italie.

## Administration
| Période                                  | Période  | Identité        | Étiquette | Qualité |
| ---------------------------------------- | -------- | --------------- | --------- | ------- |
| 14 juin 2004                             | En cours | Stefano Negrini |           |         |
| Les données manquantes sont à compléter. |          |                 |           |         |

### Hameaux
Gazzo, Maccacari, Correzzo, Paglia, San Pietro in Valle, Pradelle, Roncanova.

## Vues de Oasi WWF della Palude del Busatello (Gazzo Veronese, Italie)

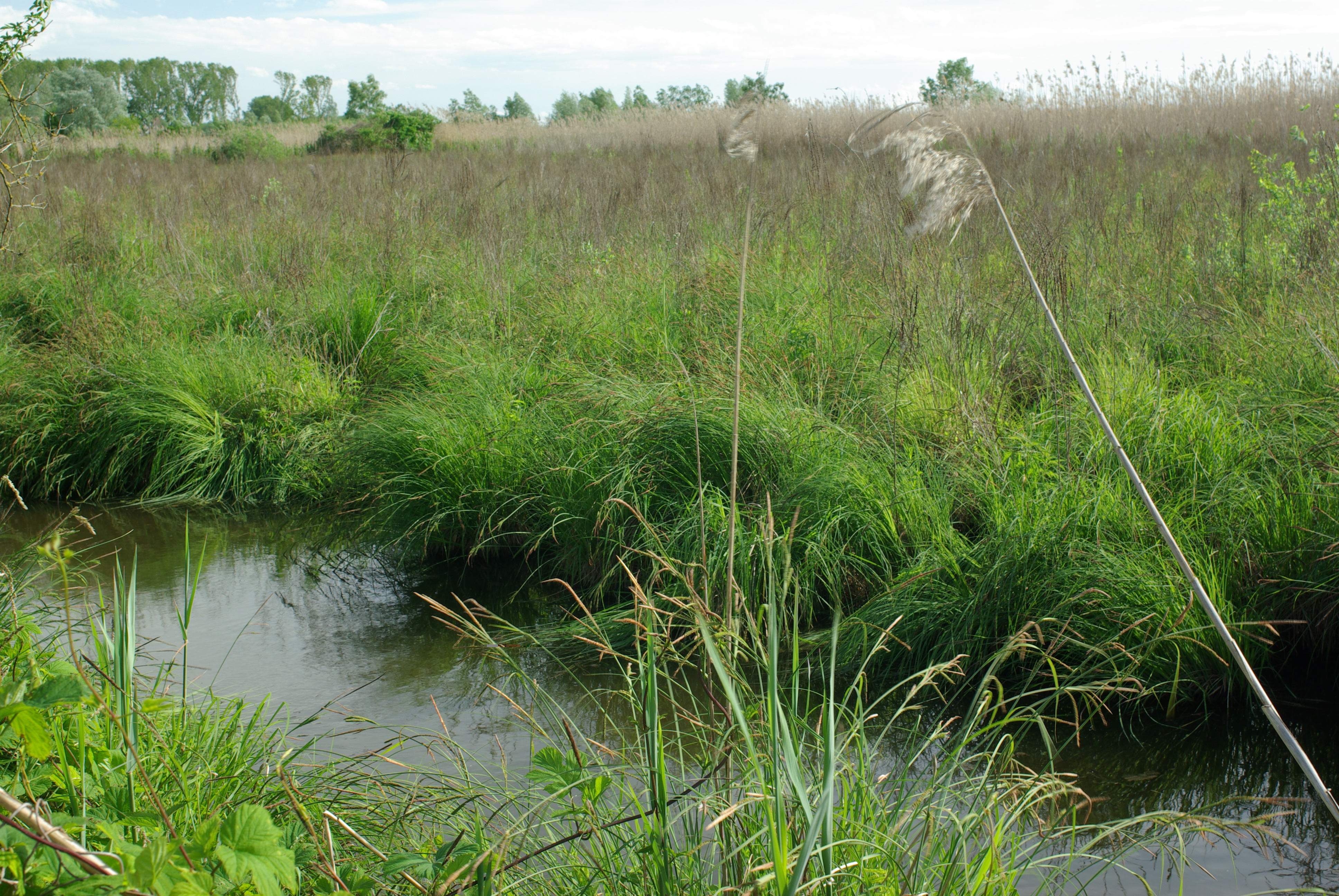
Vue de Carex Oasi WWF Palude Busatello à Gazzo Veronese, Italie.
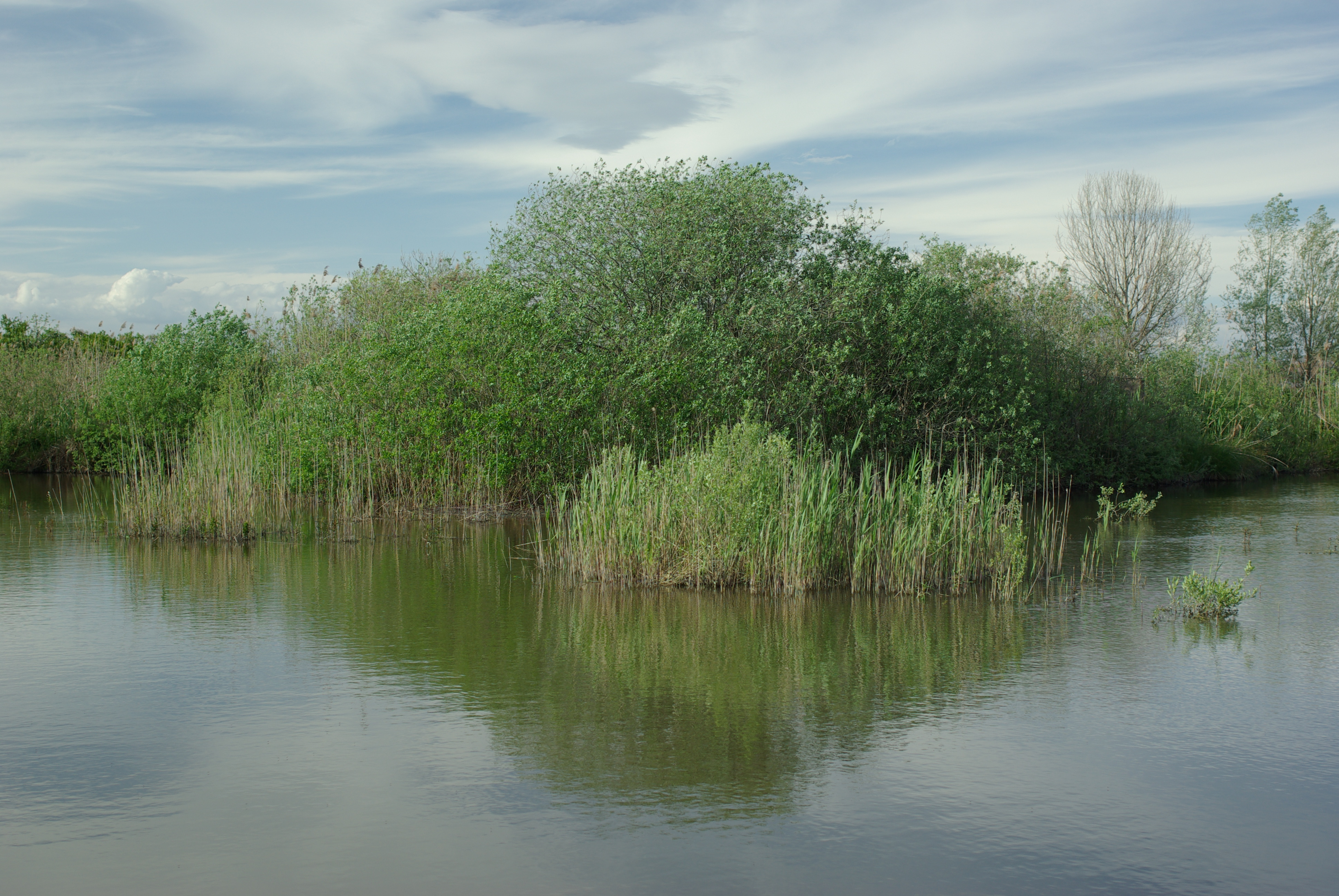
Voir Phragmites australis et Salix Oasi WWF Palude Busatello à Gazzo Veronese, Italie.
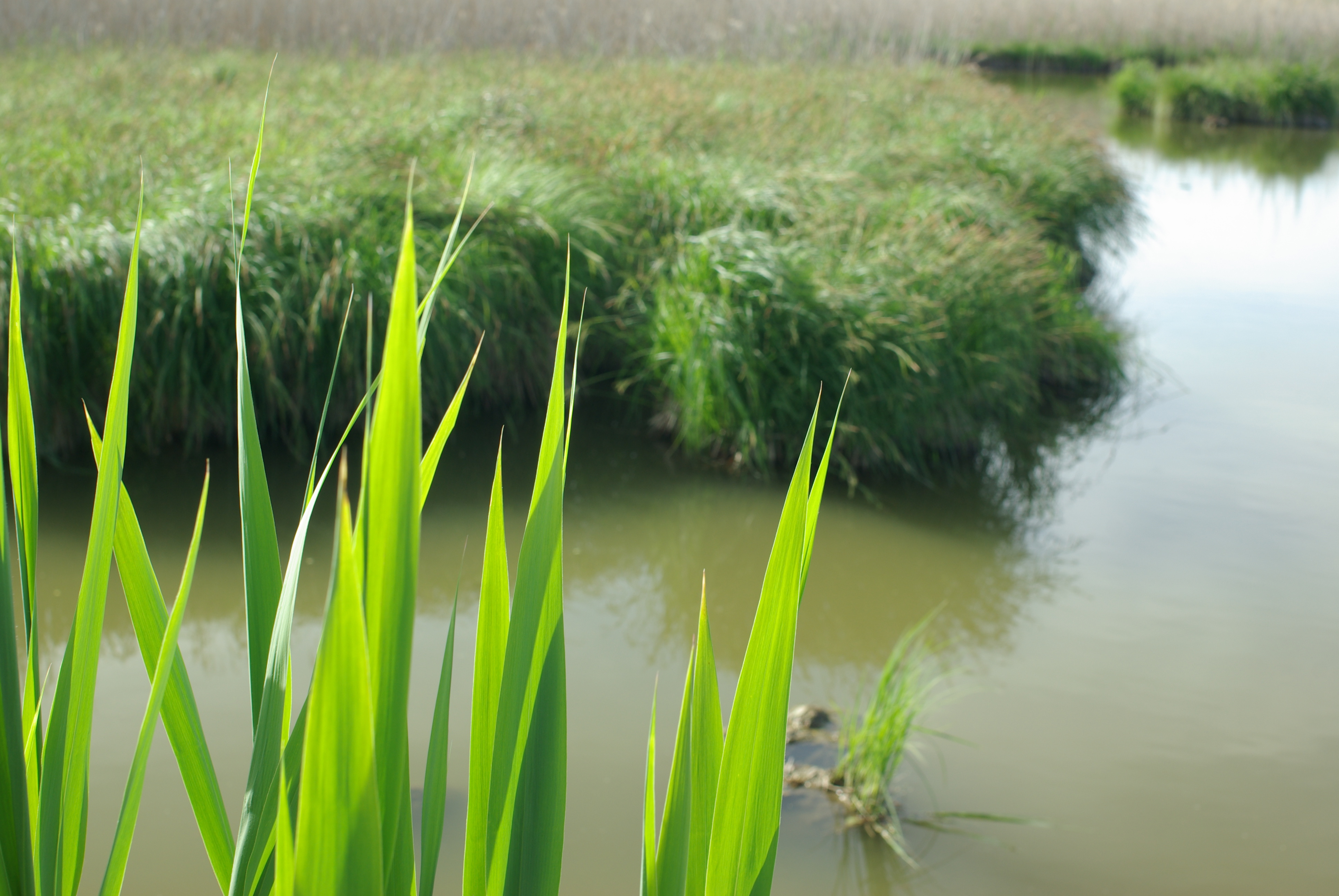
Phragmites australis et Carex Oasi WWF Palude Busatello à Gazzo Veronese, Italie.
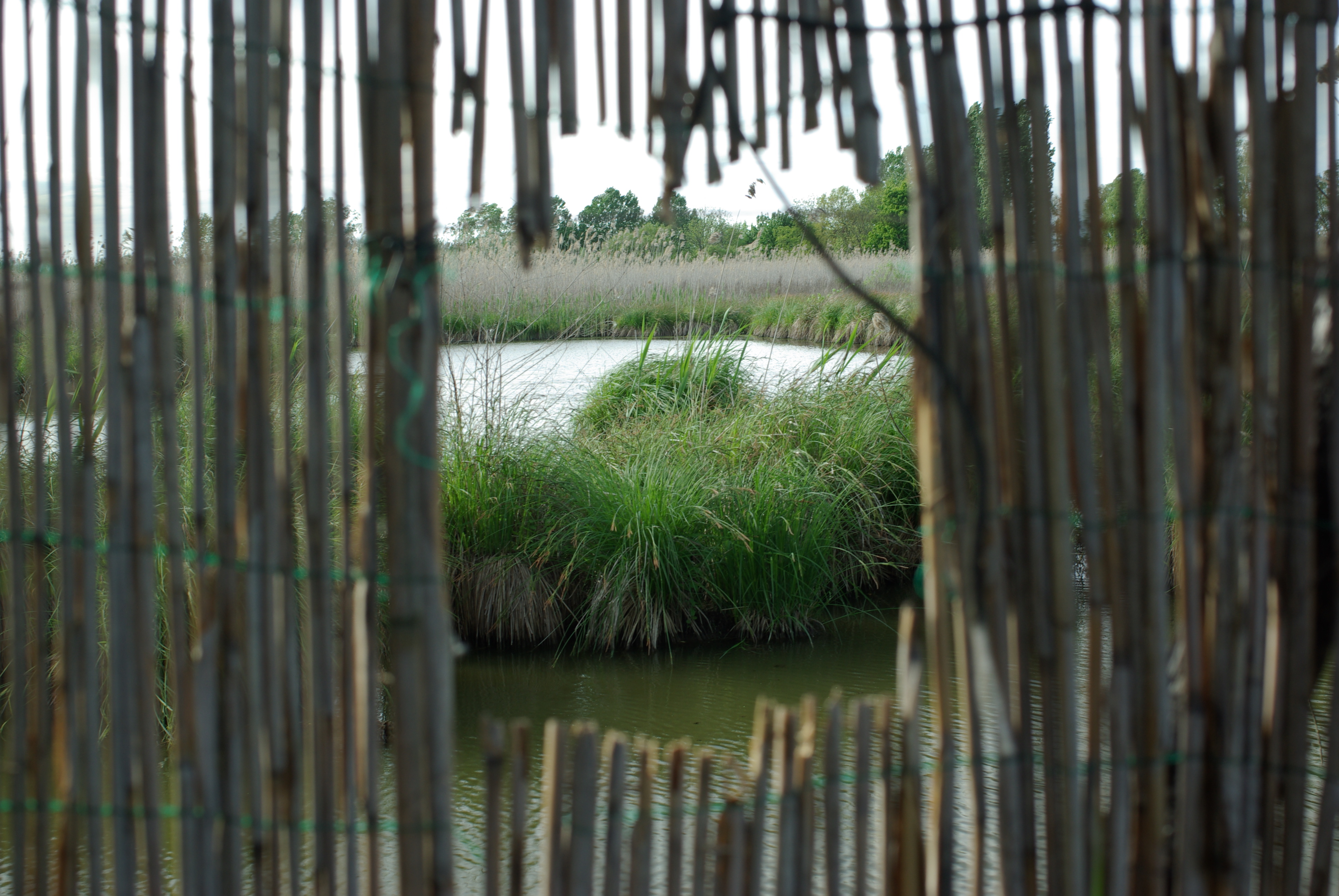
Carex ornithologue observation cabane Oasi WWF Palude Busatello à Gazzo Veronese, Italie.
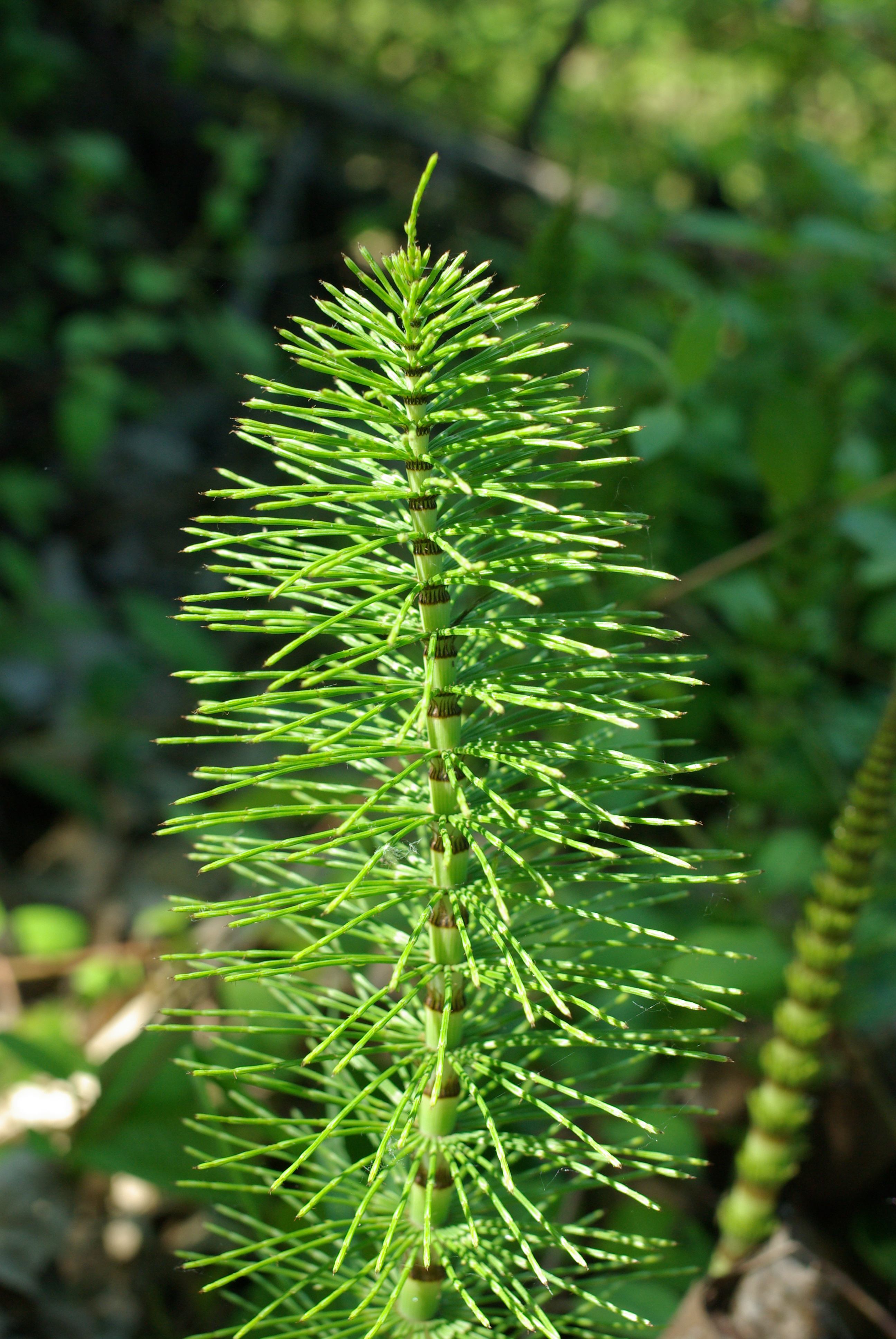
Equisetum Oasi WWF Palude Busatello à Gazzo Veronese, Italie.
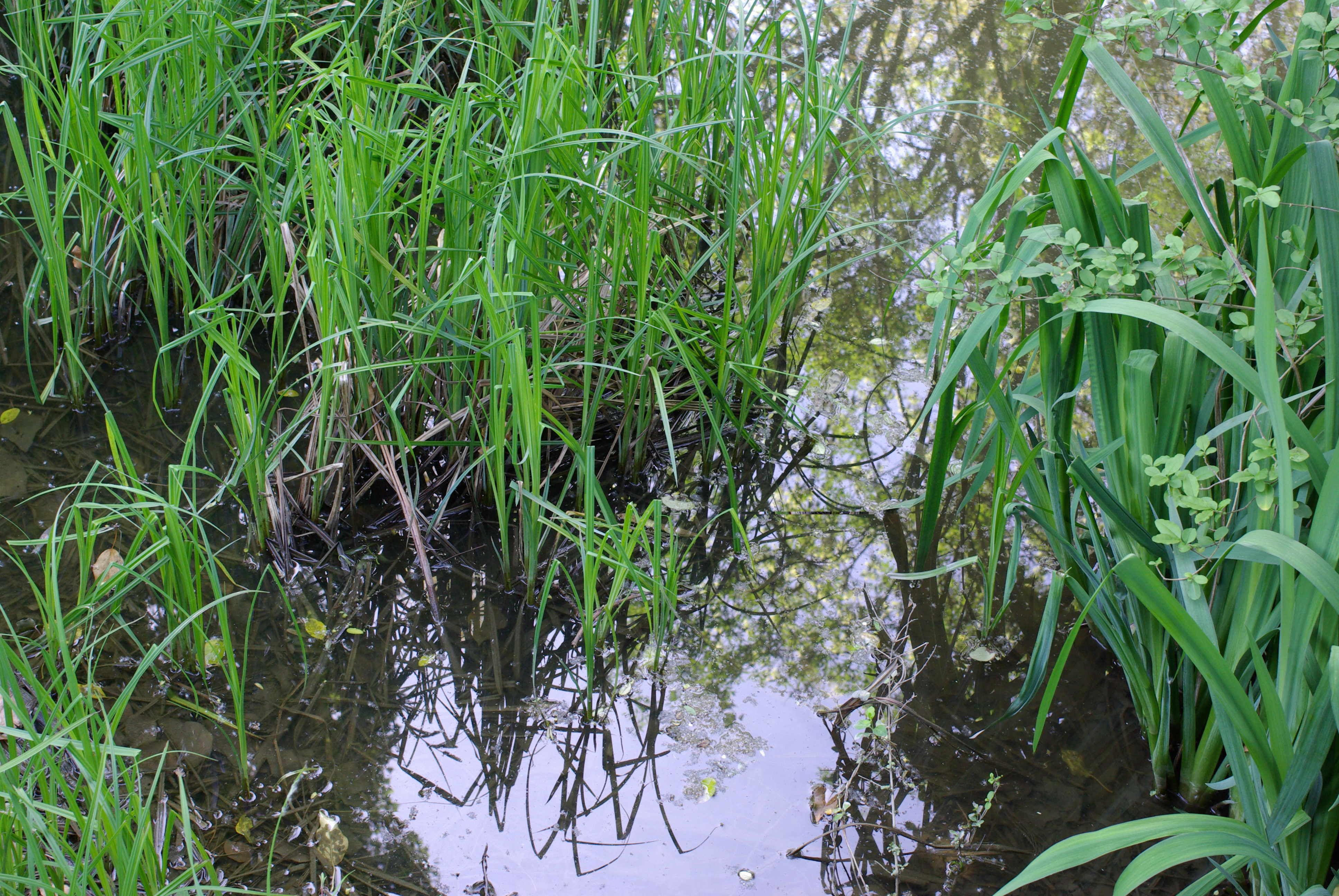
Carex Oasi WWF Palude Busatello à Gazzo Veronese, Italie.
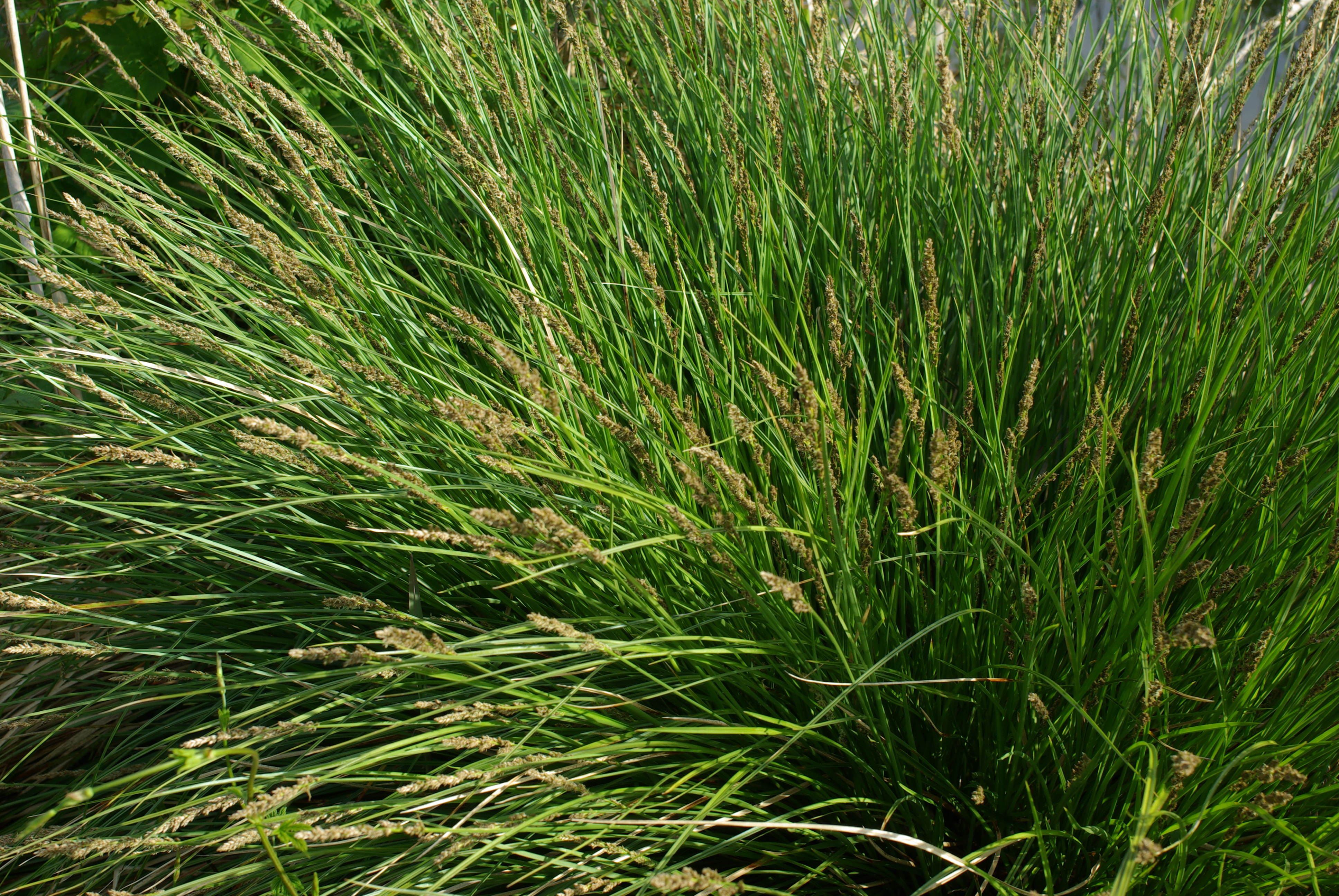
Carex Oasi WWF Palude Busatello à Gazzo Veronese, Italie.
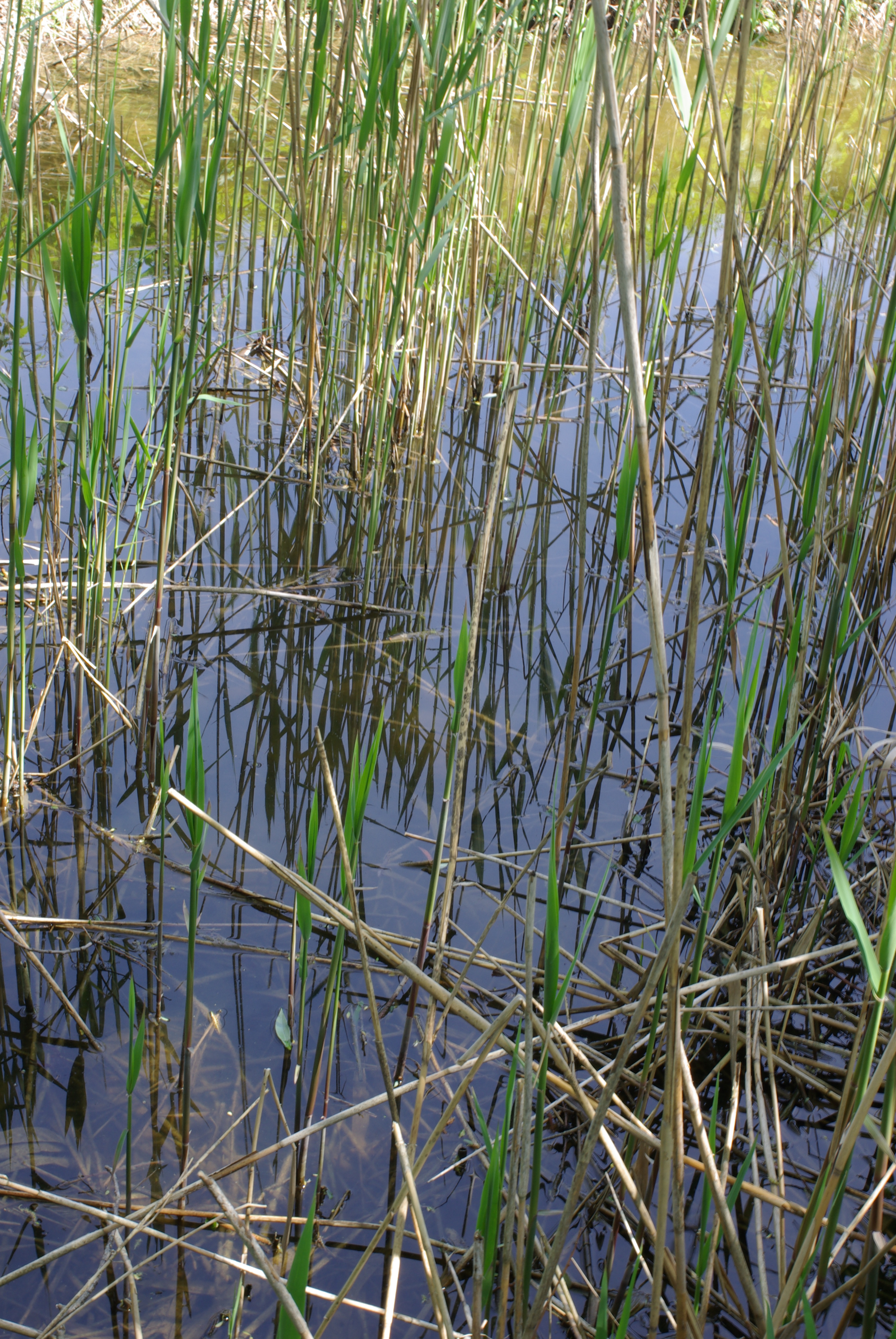
Phragmites australis Oasi WWF Palude Busatello à Gazzo Veronese, Italie.
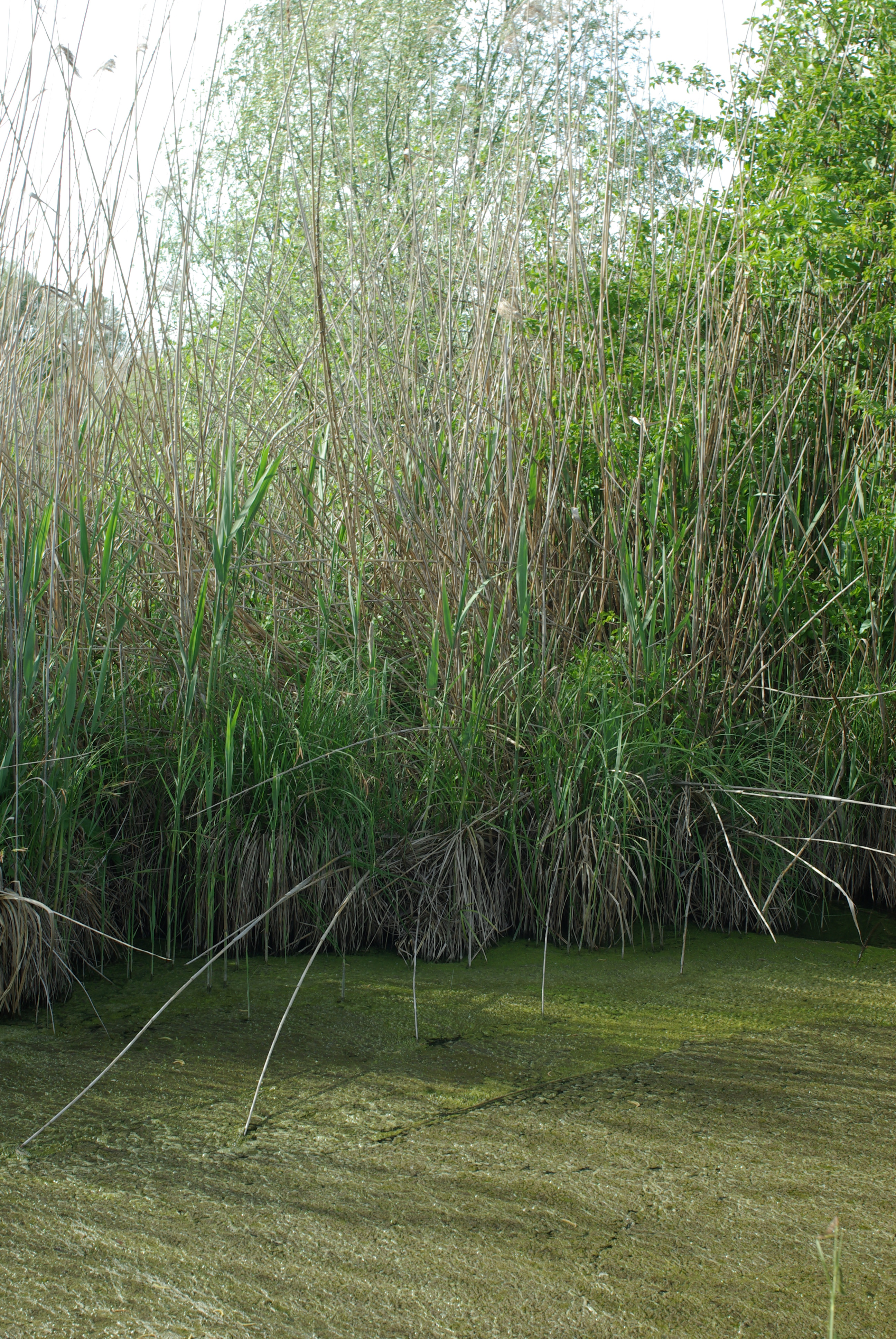
Vue de Lemna minor Oasi WWF Palude Busatello à Gazzo Veronese, Italie.
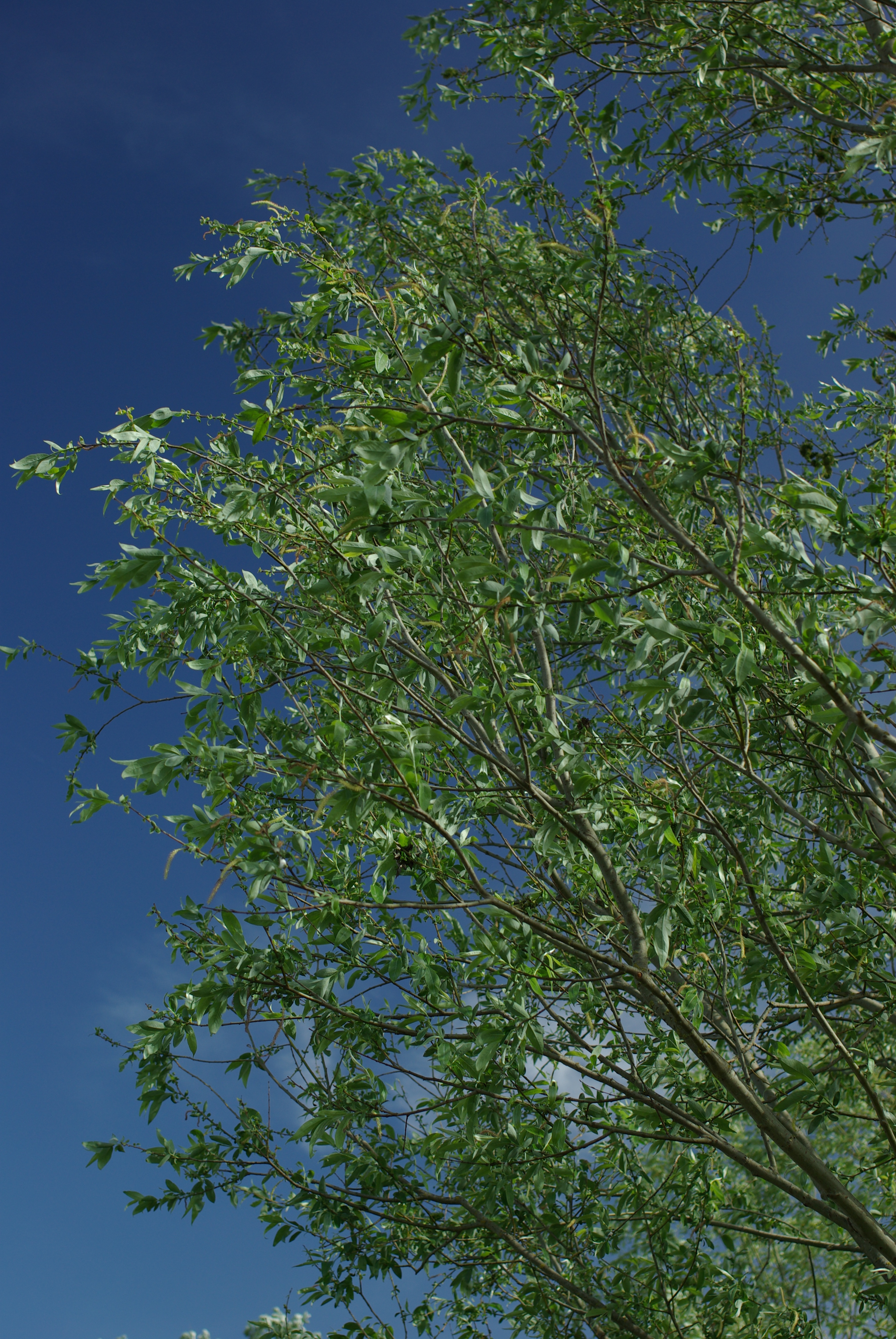
Salix Oasi WWF Palude Busatello à Gazzo Veronese, Italie.
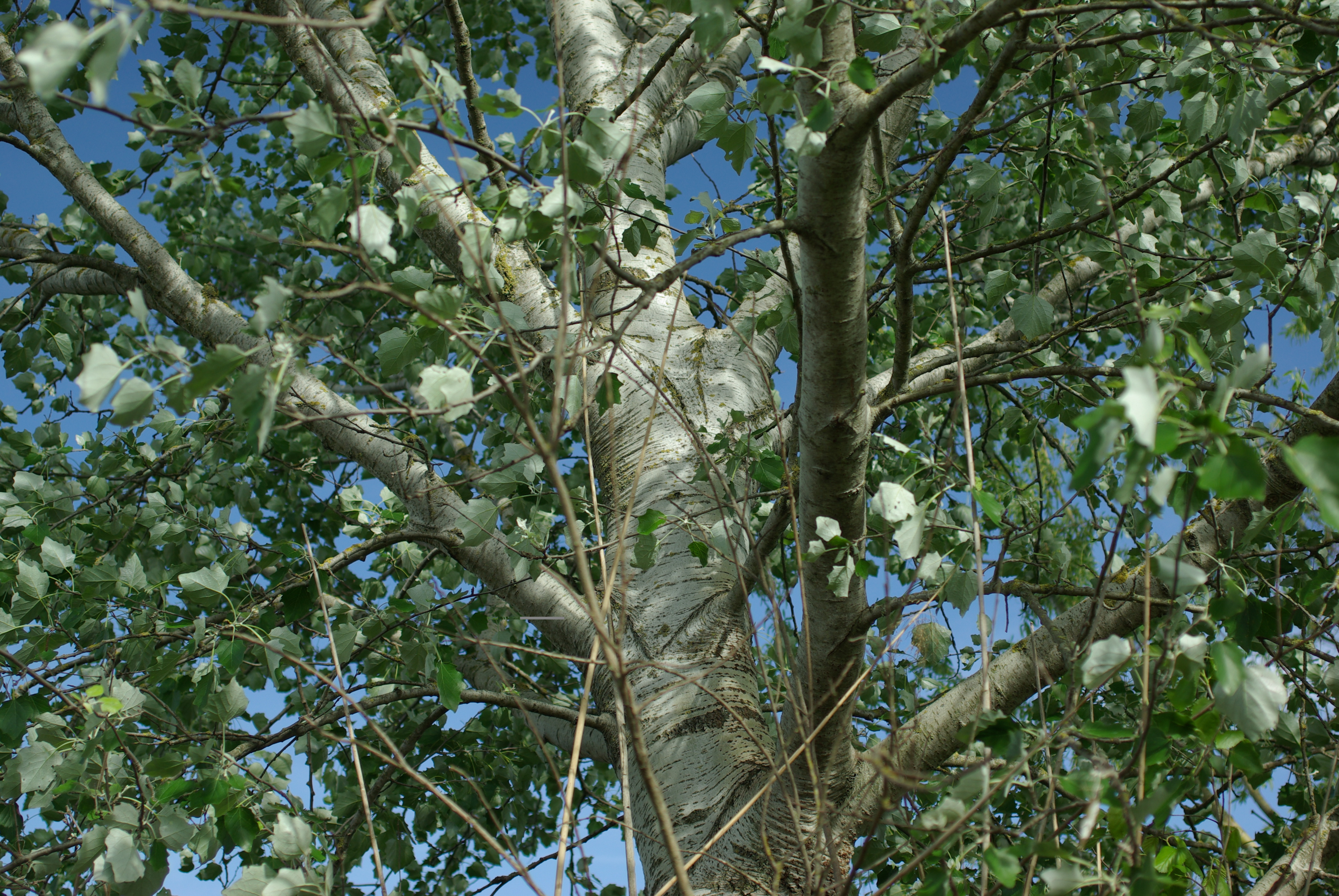
Populus alba Oasi WWF Palude Busatello à Gazzo Veronese, Italie.
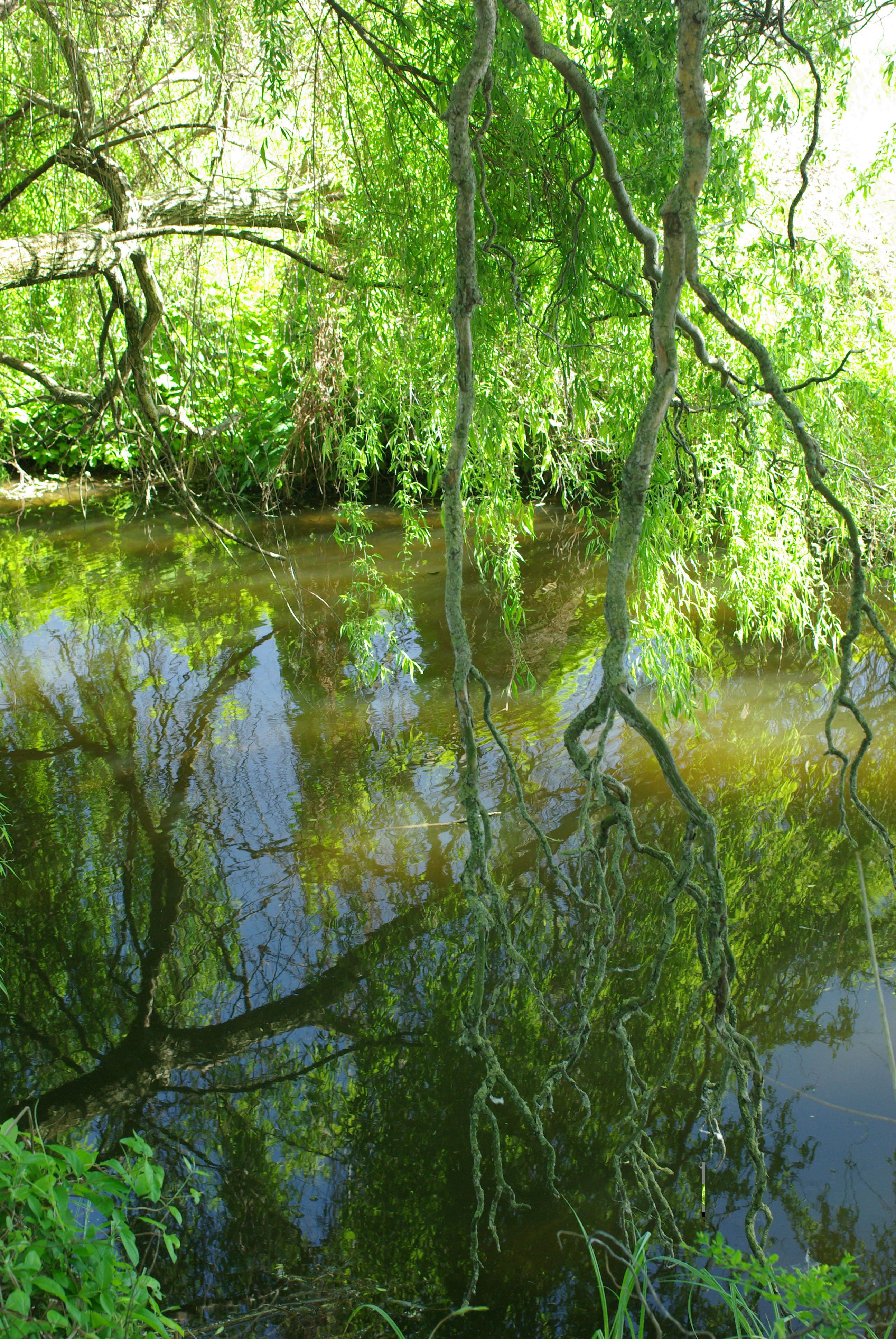
Vue de Salix Oasi WWF Palude Busatello à Gazzo Veronese, Italie.

### Communes limitrophes
Casaleone, Nogara, Ostiglia, Sanguinetto, Serravalle a Po, Sorgà, Sustinente, Villimpenta.